# Ínségeledel
Az ínségeledel vagy szegények étele olyan olcsó, könnyen hozzáférhető táplálék, amit az emberek nagy szegénység, (háború vagy a mezőgazdaság, illetve a kenyérgabonák termesztéséhez kedvezőtlen időjárás által kiváltott) éhínség idején fogyasztanak. Gyakran az ételhez kötődik a szegénység, rossz idők képzete, és bőségesebb időkben kerülik a fogyasztását vagy alacsonyabb társadalmi státushoz kapcsolódik.
Változó, hogy egy-egy kultúra különböző időszakaiban mit tekintenek ínségeledelnek: egyes ételek, mint a homár vagy más rákfélék ínségeledelnek számítanak egyes társadalmakban,  luxusételnek másokban. Például a burgonya Magyarországon kezdetben a szegények ételének számított, csak az 1700-as évek végén jelent meg a középosztály asztalán.
A nagy éhínségek idején fogyasztott ételek nem feltétlenül tápanyagszegények. Némelyik ínségeledel egészen tápláló, épp ezért fogyasztották a nehéz időkben. Általában azonban nem túl változatosak, kevésbé finomak, mégis hosszú időn át fogyasztják őket, amíg jobb minőségű étel nem áll rendelkezésre. Az éhínség elmúltával az emberek gyakran kerülik ezeket az ételeket, még akkor is, ha egy változatosabb étrend fontos részét képezhetnék.

## Magyarországon

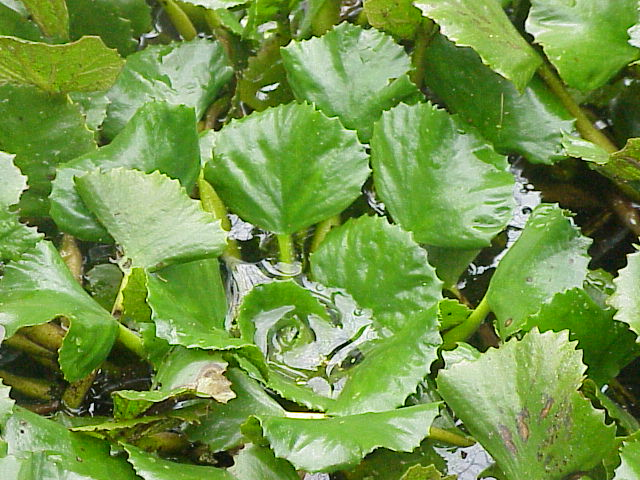
Sulyom (Trapa natans)

A lápos-mocsaras területeken a sulyom tüskés termését („vízigesztenye”) főzve-sütve fogyasztották, lisztjéből kenyeret is sütöttek; Nagy Jenő szerint az 1850–60-as években Nyíregyházán nagy tömegben, csemegeként fogyasztották, az alföldi piacokon a két világháború között még árusították.
Bengyele, böngyöle néven különböző vízi, vízparti növények (nád, káka, gyékény) lisztes gyöktörzsét, gumóját fogyasztották nyersen, sütve vagy főzve, ínséges időkben főleg áradásos, belvizes években a gyékény összetört, összedarált gumóit sós vízzel kovásszá keverve, meggyúrva bodakpogácsa, lepénykenyér sütéséhez is felhasználták. Valószínűleg honfoglalás előtti táplálékaink közé tartozik. Hasonlóan hasznosíthatók szárazabb területeken a mogyorós lednek (Lathyrus tuberosus) lisztes gumói.
A sztyeppék jellegzetes ínségeledele a tátorján (tatárkenyér), melynek káposztához hasonló ízű gyökereit, leveleit, hajtását fogyasztották.
A mályvák levele és termése (papsajt) is fontos ínségeledel volt, a tatárjárás idején Nagyvárad környékén volt, aki mályván vészelte át a nehéz időket. Sok vadon élő hagymafajt is fogyasztottak, közülük némelyiket, mint a medvehagymát újra „felfedezték”.
Ínséges időkben, kenyérpótlék gyanánt a tölgy, a bükk, a fenyő kérgét is lisztté őrölték. 1500-as adat szerint a magyarok éhínség idején tölgymakkliszt kenyeret ettek. 1718-19-ben Csíkszékben cseremakkot, galagonyát, megőrölt mogyorórügyet is ettek. A 19. század rosszabb éveiben a tarack, moha, szalma, megőrölt kukoricacsutka, tölgymakk, fűrészpor is a kenyérbe került. Az aszályos 1863-ban a Nagykunságban a búza, rozs konkolyos ocsújából darált fakéreggel, kukoricacsutkával keverve sütöttek „kenyeret”.

## Világszerte

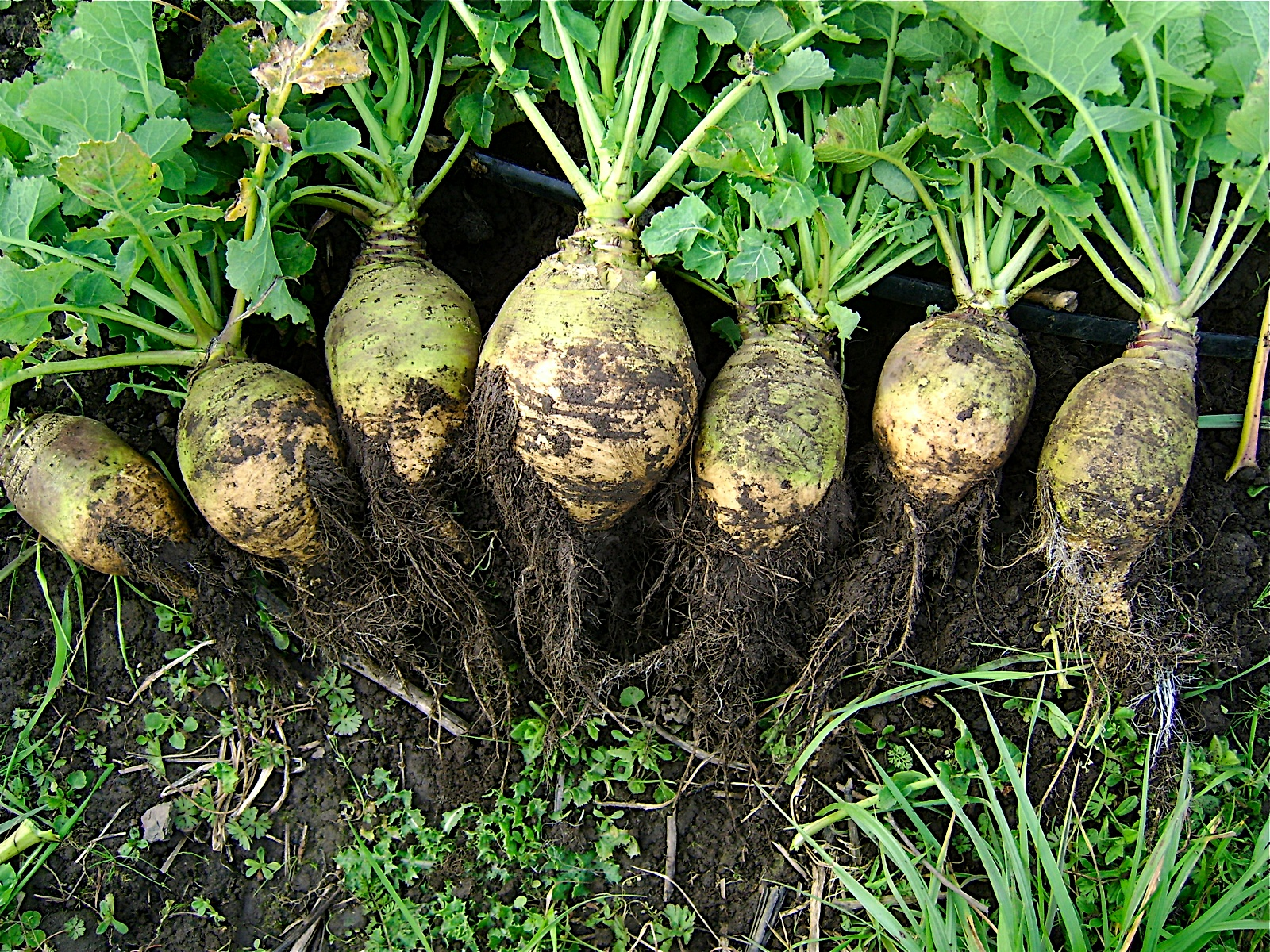
Karórépa vagy Rutabaga (Brassica napobrassica)

- A kenyérdiófa (Brosimum alicastrum) termését a maják termesztették, a jelenkori Közép-Amerikában elutasított ínségeledel.
- A karórépát (Brassica napobrassica vagy Brassica campestris var. rapifera) Európában az első világháború során fogyasztották, Németországban különösen népszerűtlen maradt.
- A noni (Morinda citrifolia) gyümölcsét átható szaga és keserű íze miatt tartogatják a végső esetekre.
- Afrikában a sivatagi tövistök vagy nara (Acanthosicyos horridus) ritka ínségeledel.
- A nagy ír éhínség idején tengeri moszatokat, köztük vörös pálmamoszatot és ír moszatot ettek a part menti vidékeken.
- Az 1944-es holland éhínség idején, 1944-45 telén Hollandia nácik által megszállt területein az emberek tulipánhagymákkal és cukorrépával voltak kénytelenek beérni.
- A finn pettuleipä kenyeret rozsliszt és pettu keverékéből sütik, mely utóbbi az erdeifenyő megszárított és megőrölt nyalábkambiumából és floémjából áll.
- Az USA Maine államában és Kanada atlanti partvidékén a halat és rákféléket a szegények eledelének tartották, a rákok páncélját inkább a hátsó udvarban ásták el, nehogy azok a szemét közé keveredjenek, és szomszédaik megtudják, hogy már rák evésére kell fanyalodniuk.[7]
- Jared Diamond: Összeomlás – Tanulságok a társadalmak továbbéléséhez című könyvében azt állítja, hogy a szegények ételének tartott tengeri ételek, köztük a halak, gyűrűsfókák és bálnák fogyasztásának visszautasítása hozzájárult a grönlandi norvég települések 15. századi megszűnéséhez.
- A Szovjetunióban, illetve Oroszországban éhínségek idején csalán- és labodafajokból (pl. kerti laboda), valamint más vadon termő fűfélékből készítettek kenyereket, leveseket.[8]
- Az északnyugati olasz régiókban (Piemont, Parma és Liguria) éhínség idején, így a második világháború során macskákat is fogyasztottak.[9]

## Fordítás
- Ez a szócikk részben vagy egészben a Famine food című angol Wikipédia-szócikk ezen változatának fordításán alapul.  Az eredeti cikk szerkesztőit annak laptörténete sorolja fel. Ez a jelzés csupán a megfogalmazás eredetét és a szerzői jogokat jelzi, nem szolgál a cikkben szereplő információk forrásmegjelöléseként.